# Біг Дедді Кейн
Антоніо Харді (більш відомий під творчим псевдонімом Біг Дедді Кейн (англ. Big Daddy Kane), нар. 10 вересня 1968, Нью-Йорк, США) - американський репер, який розпочав свою кар'єру в 1986 році як член реп-гурту Juice Crew. Його вважають одним з найуміліших і найбільших впливів MC в хіп-хопі. Його творчий псевдонім перекладається, як «Великий татко Кейн». Сам репер пояснив його так: перша частина імені, «The Big Daddy», і друга частина, «Kane», походять від різних джерел. «Kane» пов'язаний з моєю любов'ю до фільмів про бойові мистецтва, які я дивився в дитинстві. «The Big Daddy» - це ім'я персонажа, якого грав Вінсент Прайс у фільмі «Пляжна вечірка». Журнал Rolling Stone поставив його пісню «Ain't No Half-Steppin» на 25 місце у списку 50 найбільших хіп-хоп пісень за весь час, назвавши Кейна «словесним майстром кінця золотої епохи репу і людиною, яка зробила величезний вплив на ціле покоління реперів».

## Біографія

### 80-ті
У 1984 Кейн подружився з Biz Markie, якому він пізніше допоможе написати найбільш відомі хіти Біза. Обидва в результаті стали важливими учасниками гурту з Квінза Juice Crew, очолюваного відомим продюсером Marley Marl. Кейна підписали на лейбл Cold Chillin 'Records в 1987 і в тому ж році він випустив свій дебютний сингл «Raw», який став андерграунд хітом. Кейн відомий своєю здатністю синкопувати на швидких хіп-хоп бітах, і, незважаючи на те, що має астму, його вважають одним з винахідників швидкого репу. Його почуття стилю теж досить відоме, тому що в кінці 80-х і на початку 90-х Кейн ставив тренди в хіп-хоп моді (велюровий костюм, кільце на чотири пальці руки, стрижка «майданчик»). Його творчий псевдонім розшифровується як King Asiatic Nobody's Equal.
Свій дебютний альбом Long Live the Kane, головним хітом з якого стала пісня «Ain't No Half-Steppin», він випустив влітку 1988 на лейблі Cold Chillin' Records. Наступного року Кейн випустив свій другий, найуспішніший у його кар'єрі альбом It's a Big Daddy Thing, до якого увійшли такі хіти як «Smooth Operator» і спродюсований Teddy Riley «I Get the Job Done», який потрапив у топ 40 R&B хітів 80х. Кейн також відзначився пам'ятним куплетом на спродюсованій Marley Marl «The Symphony», в записі якої взяли участь учасники Juice Crew - Craig G, Masta Ace і Kool G Rap.

### 90-ті
Кейн засвітився на альбомі Петті Лабель 1991 року Burnin. Він виконав реп куплет на синглі «Feels Like Another One». Він записав пісню «Nuff Respect» для саундтреку до фільму Juice, в якому знялися Омар Еппс та Тупак Шакур. У 1991 році Кейн отримав премію Греммі за свій виступ на спільному проекті Квінсі Джонса «Back on the Block». Отримавши широке визнання як одного з найбільших реперів золотої ери хіп-хопу (1986-1997), Кейн став експериментувати з R&B жанром, що викликало багато критики. Наступні альбоми, такі як Looks Like a Job For... були тепло прийняті, але Кейн вже не міг досягти такого комерційного та творчого успіху, як у It's a Big Daddy Thing. Тим не менш, він досі дає тури. Як актор Кейн дебютував у фільмі 1993 року Posse, потім знявся у фільмі Meteor Man. Також він позував для журналу Playgirl та книги Мадонни «Sex». На початку 90-х Jay-Z їздив у турне з Кейном. Кейн допомагав йому на початку його кар'єри. Ice-T: «Я зустрів Jay-Z через Кейна. Кейн привів його до мене додому». Сам Кейн каже, що Jay не був його хайпменом в істинному сенсі цього слова: "Він не був хайпменом, він, по суті, просто ненадовго з'являвся на сцені". Коли я йшов зі сцени, щоб переодягтися, я кликав Jay-Z і Positive K, щоб вони виступали, поки я не повернуся. Jay-Z також з'явився на пісні Кейна «Show & Prove» з альбому Daddy's Home (1994), та у відео на цю пісню. У 1998 році він випустив свій останній соло альбом Veteran'z Day. Альбом отримав змішані відгуки та не дуже добре продавався. Тим не менш, Кейн продовжив читати реп і частенько світився у 2000-х.

### 2000-ні
У 2004 році, пісня «Warm It Up, Kane» з'явилася в грі Grand Theft Auto: San Andreas, і її можна було почути на Playback FM - радіостанції класичного хіп-хопу. Ім'я «Кейн» навіть використовувалося у грі як ім'я лідера ворогуючої з бандою, до якої належав головний герой. У 2005 році Кейна нагородили на церемонії VH1 Hip-Hop Honors. Після нарізки всіх хітів Кейна, виконаних T.I., Black Thought та Common, Кейн сам вийшов на сцену, щоб виконати «Warm It Up, Kane» зі своїми танцюристами Scoob та Scrap Lover. У 2008 році він мав камео в кліпі The Game «Game's Pain». У пісні Game послався на той факт, що Jay-Z колись був хайпменом Кейна: «Ask a Jay-Z fan about Big Daddy Kane, Don’t know him, Game gon' show 'em». У 2013 році Кейн став учасником гурту «Las Supper». Заявлялося, що цей проект матиме класичну Хіп-Хоп та R&B атмосферу. Альбом Back to the Future вийшов 26 березня 2013 і доступний на iTunes та Amazon Store.

## Вплив
Кейн – шановна людина на Східному узбережжі США. Він вважається одним із найвпливовіших і майстерніших реперів золотої епохи. MTV дали йому 7 місце у своєму списку найбільших MC всіх часів. Kool Moe Dee помістив його на 4 місце у своїй книзі There's A God On The Mic: The True 50 Greatest MCs. About.com помістив його на третє місце у своєму списку «Top 50 MCs of Our Time» і RZA сказав, що Кейн - один з його найулюбленіших MC. The Source дали йому 8 місце у своєму списку. Сайт Allmusic каже, що «Роботи Кейна є частиною кращого хіп-хопу того часу і його просочений сексом образ вплинув на безліч майбутніх реперів». Kool Moe Dee описує його як «одного з найбільш копійованих МС усіх часів». Ice-T: «Для мене Кейн досі є одним із найкращих реперів. Я поставив би Кейна проти будь-якого репера в хіп-хоп битві. Jay-Z, Nas, Eminem - проти будь-якого з них. Я взяв би його пісню «Raw» з 1988 і поставив би її проти будь-якої сьогоднішньої пісні. Кейн - один з найнеймовірніших ліриків...і він поглине вас, коли в його руках мікрофон. Я б не намагався зробити крутіше, ніж Кейн. Він на голову вищий за решту». Його перші два альбоми вважаються класикою хіп-хопу. Журнал Rolling Stones зазначає, що він постійно отримує похвалу від критиків». Eminem згадує Кейна в пісні «Yellow Brick Road» з альбому Encore: «we (Eminem and Proof) was on the same shit, that Big Daddy Kane shit, where compound syllables sound combined». Ті ж рядки він цитує у своїй книзі The Way I Am — це показує вплив Кейна на техніку як Eminem, так і Proof.

## Дискографія
- Long Live the Kane (1988)
- It's a Big Daddy Thing (1989)
- Taste of Chocolate (1990)
- Prince of Darkness (1991)
- Looks Like a Job For… (1993)
- Daddy's Home (1994)
- Veteranz' Day (1998)

## Цікаві факти
- Вважають, що Marley Marl спродюсував весь дебютний альбом Кейна, але насправді він є продюсером лише однієї пісні — «Long Live the Kane». Решта пісні на альбомі, за заявами Кейна, він спродюсував сам. На момент виходу альбому Кейну було всього 19 років, і єдине про що він думав у той час було те, як заробити грошей, тому було прийнято рішення випустити альбом із припискою «Produced by Marley Marl», тому що в ті часи така заява як мінімум гарантувало великі продажі з огляду на популярність Marley Marl.
- Приспів на пісні «The Day You're Mine» з альбому Long Live The Kane повинен був виконати TJ Swan — один із найпопулярніших R&B голосів у хіп-хопі тих років, а за сумісництвом — напарник Кейна в колективі Juice Crew. На жаль, напередодні запису між двома музикантами сталася сварка, тому приспів був виконаний Кейном.
- Наприкінці 80-х мало не трапився потенційно найбільший реп біф в історії жанру між Кейном і Rakim. На найпопулярніших піснях обох артистів прозвучали рядки, які багато хто розцінив як обмін прихованими погрозами на адресу один одного. Дійшло до того, що в обох на готові були пісні, з якими вони збиралися виступити проти один одного. Але все закінчилося телефонним дзвінком, у якому дві легенди залагодили всі нерозуміння.